# با من برقص آمادئوس
«با من برقص آمادئوس» (به انگلیسی: Rock Me Amadeus) ترانه‌ای از فالکو خوانندهٔ اهل اتریش است. این یکی از قطعات سومین آلبوم استودیویی او به‌نام فالکو ۳ و تک‌آهنگ اصلی آن آلبوم بود که در سال ۱۹۸۵ منتشر شد. فالکو «با من برقص آمادئوس» را دو سال پس از فیلم آمادئوس میلوش فورمن و در ستایش شخصیت ولفگانگ آمادئوس موتسارت نوشته‌است.
«با من برقص آمادئوس» در زمان انتشارش وارد جدول پرفروش‌ترین ترانه‌های ۲۷ کشور مختلف شد (که در اغلب آن‌ها شمارهٔ ۱ بود) و باعث شد فالکو به یک خوانندهٔ محبوب بین‌المللی تبدیل شود. این تک‌آهنگ در ۲۹ مارس ۱۹۸۶ به صدر جدول ۱۰۰ آهنگ داغ بیلبورد رسید و برای مدت سه هفته آن جایگاه را حفظ کرد. این در حالی بود که در کشور خاستگاه فالکو، «با من برقص آمادئوس» برای دو هفته پرفروش‌ترین ترانهٔ روز بود. پیرو استقبال گستردهٔ شبکه‌های رادیو و تلویزیونی ایالات متحده از این ترانه، فالکو ۳ هم موفق‌ترین آلبوم او در آن کشور شد. تا به امروز «با من برقص آمادئوس» تنها ترانهٔ آلمانی‌زبان است که توانسته شمارهٔ ۱ جدول‌های فروش آمریکا باشد.

## نقدها
وبسایت آل‌میوزیک در مورد «با من برقص آمادئوس» نوشته‌است: «این احتمالاً بدترین آهنگ پاپ ضبط شده در تمام دههٔ ۱۹۸۰ میلادی است، اما آن‌چنان شگفت‌انگیز فقدان خودآگاهی را نمایش می‌دهد که در نهایت نمی‌توانیم از آن متنفر باشیم.» واشینگتن پست این اثر فالکو را یک نماد اتریشی از موسیقی دههٔ ۸۰ و آمیزه‌ای از رپ نبوغ‌آمیز وینی با پاپ بین‌المللی دانسته که تأثیر آن تا به‌امروز بر فرهنگ پاپ آمریکایی‌ها ادامه داشته‌است. مجلهٔ رولینگ استون که در زمان انتشار «با من برقص آمادئوس» از آن با عنوان «اسف‌بار» یاد کرده بود، در سال ۲۰۱۱ طی یک نظرسنجی از خوانندگانش رتبهٔ ششم «بدترین ترانه‌های دههٔ ۸۰ میلادی» را به آن اختصاص داد.

## موقعیت در جدول‌های فروش
| چارت (۱۹۸۵–۱۹۸۶)                       | بالاترین جایگاه |
| -------------------------------------- | --------------- |
| اتریش                                  | ۱               |
| استرالیا                               | ۱۵              |
| ۱۰۰ تک‌آهنگ روز کانادا                  | ۱               |
| مجله رکورد کانادا                      | ۲               |
| ایرلند                                 | ۱               |
| نیوزیلند                               | ۱               |
| سوئیس                                  | ۲               |
| بریتانیا                               | ۱               |
| ۱۰۰ آهنگ داغ بیلبورد                   | ۱               |
| فهرست ترانه‌های برتر مجلهٔ کَش‌باکس آمریکا | ۱               |
| بلژیک                                  | ۲               |
| هلند                                   | ۴۶              |
| فرانسه                                 | ۷۹              |
| جدول ۱۰۰ تک‌آهنگ برتر آلمان             | ۱               |
| نروژ                                   | ۶               |
| سوئد                                   | ۱               |
| ایتالیا                                | ۲               |
| آفریقای جنوبی                          | ۱               |
| اسپانیا                                | ۱               |

| چارت (۱۹۸۶)        | بالاترین جایگاه |
| ------------------ | --------------- |
| ۴۰ آهنگ برتر هلند  | ۳               |
| ۱۰۰ آهنگ برتر هلند | ۲               |

| چارت (۲۰۱۸)                | بالاترین جایگاه |
| -------------------------- | --------------- |
| اتریش                      | ۷۱              |
| جدول ۱۰۰ تک‌آهنگ برتر آلمان | ۶۳              |

| چارت (۱۹۸۵) | بالاترین جایگاه |
| ----------- | --------------- |
| اتریش       | ۵               |
| ایتالیا     | ۱۸              |
| سوئیس       | ۵               |

| چارت (۱۹۸۶)                            | بالاترین جایگاه |
| -------------------------------------- | --------------- |
| استرالیا                               | ۶۹              |
| بلژیک                                  | ۲۶              |
| ۱۰۰ تک‌آهنگ روز کانادا                  | ۲۲              |
| آفریقای جنوبی                          | ۳               |
| ۱۰۰ آهنگ داغ بیلبورد                   | ۲۸              |
| فهرست ترانه‌های برتر مجلهٔ کَش‌باکس آمریکا | ۱۹              |

| چارت (۱۹۸۶)        | بالاترین جایگاه |
| ------------------ | --------------- |
| ۴۰ آهنگ برتر هلند  | ۴۵              |
| ۱۰۰ آهنگ برتر هلند | ۳۸              |

| چارت ۶۰ ساله (۱۹۵۸–۲۰۱۸) | بالاترین جایگاه |
| ------------------------ | --------------- |
| ۱۰۰ آهنگ داغ بیلبورد     | ۴۷۲             |